# Ischnocnema bolbodactyla
Ischnocnema bolbodactyla é uma espécie de anfíbio  da família Brachycephalidae. Endêmica do Brasil, onde pode ser encontrada no estado do Rio de Janeiro. As populações que ocorriam no estado de São Paulo foram atribuídas às espécies Ischnocnema nigriventris e Ischnocnema gehrti.
Os seus habitats naturais são: florestas subtropicais ou tropicais húmidas de baixa altitude. Está ameaçada por perda de habitat.